# Hay algo en el bosque
Hay algo en el bosque es una serie de televisión de comedia de terror española escrita y cocreada por Gastón Haag y Nicolás Amelio-Ortiz, con la colaboración de Javier Ruescas en la elaboración del guion. Está producida por Gloriamundi Producciones y distribuida por el canal Dark en España y por Disney+ en América Latina. El elenco de la serie está integrado por Zorion Eguileor, Iván Massagué, Angy Fernández, Alfonso Agra, Carmen Ruiz, Chani Martín, Jone Laspiur y Daniel Ibáñez.
La trama se desarrolla en las remotas cabañas cercanas al Monte Amboto, España, donde un grupo de desconocidos se enfrenta a la presencia de extraterrestres, monstruos, criminales y otros peligros acechando en el bosque. A lo largo de sus 8 episodios, cada personaje se ve obligado a confrontar sus propias pesadillas mientras luchan por sobrevivir y desentrañar el misterio detrás de una joya robada y un peligroso libro de hechizos. La serie estrenó el 7 de febrero de 2024.

## Argumento
Un complejo de cabañas perdidas cerca del Monte Amboto serán el escenario de fenómenos paranormales y hechos muy singulares. Durante ocho episodios, llenos de acción y humor negro, diversos personajes descubrirán los peligros que acechan en el bosque y se enfrentarán a sus peores pesadillas, mientras luchan por sobrevivir y descubrir el misterio detrás de una joya robada y un peligroso libro de hechizos.

## Reparto y personajes
- Zorion Eguileor como Zigor.
- Iván Massagué como Sergio.
- Angy Fernández como Wynona.
- Alfonso Agra como Koldo Ugartetxe.
- Carmen Ruiz como Saioa.
- Chani Martín como Andoni.
- Felipe Pirazán como Gorka.
- Jone Laspiur como Nerea.
- Daniel Ibáñez como Markel Allende.
- Laura Laprida como Saray.
- Andrea Núñez como Luna.
- Gastón Haag como Barakaldo.
- Denis Gómez como Aníbal.
- Michael John Treanor como Dandy.
- Tomas Pozzi como Íñigo.
- Juan Grandinetti como Cosme.

## Episodios
| N.º | Título                       | Dirigido por         | Escrito por                                        |
| --- | ---------------------------- | -------------------- | -------------------------------------------------- |
| 1 | La Negociación               | Nicolás Amelio-Ortiz | Javier Ruescas y Nicolás Amelio-Ortiz              |
| Tras robar una joya conocida como “La Piedra de Mor”, los hermanos Cosme y Saray Garza se encuentran con Koldo Ugartetxe, el mafioso que les encargó el trabajo, en unas cabañas perdidas. Los hermanos intentarán estafar a Koldo entregándole una falsificación perfecta de la joya. Parece que todo va a ir bien, hasta que Koldo y sus dos secuaces llegan a las cabañas y empiezan a sospechar de los hermanos. |                              |                      |                                                    |
| 2 | Educando a la Mandrágora     | Nicolás Amelio-Ortiz | Javier Ruescas y Nicolás Amelio-Ortiz              |
| El popular influencer, Markel Allende, llega a las cabañas para una promoción. En un paseo descubre una planta viviente —una mandrágora— que podría relanzar su carrera. Lo que podría parecer un éxito peligra cuando Markel presenta a su “nueva amiga” en sus redes. Markel corre el riesgo de ser cancelado por su audiencia y que su mayor hater encuentre la excusa perfecta para atacarle en la vida real.    |                              |                      |                                                    |
| 3 | Misterio en el Monte Amboto  | Gastón Haag          | Javier Ruescas y Gastón Haag                       |
| Una banda de frikis liderada por el aficionado de lo paranormal, Sergio Berenbaum, descubre que la pista para guiarlos a su primer contacto extraterrestre podría encontrarse en unas cabañas cerca del Monte Amboto. Cuando llegan descubren que los propietarios de las cabañas son aún más frikis que ellos mismos, y que los Aliens no son lo único paranormal que acecha en las penumbras del bosque.           |                              |                      |                                                    |
| 4 | Des(h)echos                  | Nicolás Amelio-Ortiz | Nicolás Amelio-Ortiz                               |
| Nerea, una chica obsesiva, soñaba con unas vacaciones románticas en unas idílicas cabañas. Sin embargo, su sueño se convierte en pesadilla cuando descubre que su novio Diego le es infiel. Durante una fuerte discusión entre ambos Diego tropieza y muere. Nerea, desesperada, intenta deshacerse del cadáver de la única forma que conoce para resolver cosas: buscando tutoriales en internet.                   |                              |                      |                                                    |
| 5 | Problemas en el Antiguo Alce | Gastón Haag          | Javier Ruescas y Gastón Haag                       |
| Cuando Koldo descubre que la Piedra de Mor podría estar en el Monte Amboto, envía a sus secuaces al bosque para que recuperen la joya. Los mafiosos secuestran a Aníbal y a Barakaldo, dos peculiares trabajadores de las cabañas, que encontraron la piedra en el bosque. Lo que Koldo no sabe es que estos dos amigos acaban de tomar un brebaje mágico que podría arruinarle el día a él y a sus esbirros.        |                              |                      |                                                    |
| 6 | Navidad Maldita              | Gastón Haag          | Gastón Haag                                        |
| Luna, la asistente del encargado de las cabañas, deja a Aníbal y a Barakaldo a cargo de tres inquilinos que se hospedan durante el fin de semana para celebrar la Navidad juntos. A pesar de los desesperados intentos del torpe dúo por que todo salga bien, las cosas se descontrolan cuando los tres amigos leen un libro de hechizos que invoca a unos monstruos muy agresivos y de muy baja estatura.           |                              |                      |                                                    |
| 7 | El Coche Asesino             | Gastón Haag          | Gastón Haag, Javier Ruescas y Nicolás Amelio-Ortiz |
| Una familia disfuncional integrada por Saioa, una madre sometida, Gorka, el hijo adolescente, y Andoni, el padre abusivo, revelan su lado más extremo cuando viajan a las cabañas del Monte Amboto. Todo empeora cuando son atacados por un coche que cobra vida y destruye todo lo que se cruza en su camino. Lo que ellos no saben es que el coche no va a ser lo único horrible que le sucederá a la familia.     |                              |                      |                                                    |
| 8 | No hagas nunca ese hechizo   | Nicolás Amelio-Ortiz | Gastón Haag y Nicolás Amelio-Ortiz                 |
| Después de mucho esfuerzo, Koldo finalmente logra robar la Piedra de Mor y el libro de hechizos de las cabañas del Monte Amboto. Cuando está a punto de escapar, la Piedra libera un encantamiento extremadamente poderoso en una de las cabañas que obliga a Luna, Zigor, Aníbal y Barakaldo a resolver un peligroso acertijo mientras luchan contra sus miedos más profundos y por salvar sus propias vidas.       |                              |                      |                                                    |